# Тесленко, Георгий Иванович
Тесленко Георгий Иванович (10 февраля 1905 — 2 августа 1973) — инженер, лауреат Государственной Премии СССР в области науки и техники (1968).

## Биография
Родился 10 февраля 1905 года в Харькове, Украинская ССР. Закончил Харьковский электротехнический институт в 1931 году, получив специальность инженера-электрика. Женился в 23 года на Соболевой Антонине Александровне. В браке родилось трое детей: Вадим, Лидия и Игорь. В начале войны мог остаться для работы в тылу на заводе по производству военной техники, но в первый же день после объявления войны пошел на фронт добровольцем. За время войны 2 раза был контужен. Награждён орденами и медалями за участие в боях и сражениях с немецкими захватчиками. На фронте был старшим лейтенантом в артиллерии.
После войны стал работать на Харьковском жировом комбинате инженером. Позднее работал главным конструктором, вместе с товарищем-инженером стал изобретателем способа гидрогенизации жиров, который дал большую экономию в стране. За коренное усовершенствование способа гидрогенизации растительных масел путём создания и внедрения непрерывных методов в 1968 году стал лауреатом Государственной Премии в области техники. Вышел на пенсию персональным пенсионером Всесоюзного значения.
Умер 2 августа 1973 года от сердечного приступа.

## Награды и премии
- Лауреат Государственной Премии СССР в области науки и техники (1968 г.).